# Лесьник (Опольське воєводство)
Лесьник (пол. Leśnik) — село в Польщі, у гміні Ґлоґувек Прудницького повіту Опольського воєводства.
Населення — 93 особи (2011).

## Демографія
Демографічна структура станом на 31 березня 2011 року:
|          | Загалом | Допрацездатний вік | Працездатний вік | Постпрацездатний вік |
| -------- | ------- | ------------------ | ---------------- | -------------------- |
| Чоловіки | 43      | 11                 | 27               | 5                    |
| Жінки    | 50      | 17                 | 22               | 11                   |
| Разом    | 93      | 28                 | 49               | 16                   |